# Campionati francesi di ski cross 2006
I Campionati francesi di ski cross 2006 si sono svolti a La Plagne il 22 marzo. Il programma ha incluso sia la gara femminile che la gara maschile. 
Trattandosi di competizioni valide anche ai fini del punteggio FIS, vi hanno partecipato anche sciatori di altre federazioni, senza che questo consentisse loro di concorrere al titolo nazionale francese.

## Risultati

### Uomini
| Pos. | Atleta            | Nazione |
| ---- | ----------------- | ------- |
| 1    | Christian Cretier | Francia |
| 2    | Simon Bastelica   | Francia |
| 3    | Xavier Kuhn       | Francia |
| 4    | Lionel Dupont     | Francia |

### Donne
| Pos. | Atleta            | Nazione |
| ---- | ----------------- | ------- |
| 1    | Ophelie David     | Francia |
| 2    | Valentine Scutto  | Francia |
| 3    | Méryll Boulangeat | Francia |
| 4    | Alizee Boulangeat | Francia |